# Thập tự chinh thứ năm
Cuộc Thập tự chinh lần thứ năm (1213-1221) là một cố gắng nhằm giành lại Jerusalem và phần còn lại của Đất Thánh bằng cách chinh phạt Triều đình Ayyubid hùng mạnh của Ai Cập.
Giáo hoàng Innôcentê III và người kế nhiệm của ông, Giáo hoàng Hônôriô III đã đứng ra tổ chức một đội quân thập tự chinh do vua Andrew II của Hungary và Công tước Leopold VI của Áo, và một bước đột phá so với Jerusalem cuối cùng rời thành phố trong tay người Hồi giáo. Sau đó trong 1218, một quân đội Đức do Oliver của Cologne, và quân đội hỗn hợp của người Hà Lan, Flemish và Frisco nằm dưới sự chỉ huy của William I, Bá tước của Hà Lan đã tham gia vào cuộc thập tự chinh. Để tấn công vào vùng Damietta ở Ai Cập, họ đã liên minh với Vương quốc Hồi giáo Rum của người Seljuk ở vùng Anatolia để tấn công các thành trì của triều Ayyubids tại Syria trong một nỗ lực để giải phóng quân Thập tự chinh khỏi việc phải chiến đấu trên hai mặt trận.
Sau khi chiếm được bến cảng Damietta, Quân Thập tự chinh đã hành quân về phía nam phía Cairo vào tháng 7 năm 1221, nhưng họ đã phải quay trở lại sau khi nguồn cung cấp của họ bị cạn kiệt và sự kiện này đã dẫn đến một thất bại. Một cuộc tấn công vào ban đêm của Sultan Al-Kamil đã dẫn đến một số lượng lớn quân thập tự chinh thiệt mạng và cuối cùng thì toàn bộ quân đội đã phải đầu hàng. Al-Kamil đã đồng ý ký một thỏa thuận hòa bình tám năm với châu Âu.

## Pháp
Thông điệp về chiến dịch Thập tự chinh mới của Giáo hoàng đã được thuyết giảng tại Pháp bởi Robert của Courçon, Tuy nhiên, không giống như các cuộc thập tự chinh khác, không có nhiều hiệp sĩ Pháp tham gia bởi vì họ đang bận tham chiến ở cuộc Thập tự chinh Albegensia để chống lại dị giáo giáo phái Cathar ở miền nam nước Pháp. Năm 1215, Giáo hoàng Innocent III triệu tập Hội đồng Lateran lần thứ tư. Ở đây cùng với Giáo trưởng Latinh của Jerusalem, Raoul của Merencourt, Ông thảo luận về công cuộc khôi phục Đất Thánh với các quan chức khác của nhà thờ. Giáo hoàng Innocent muốn cuộc Thập tự chinh này phải được lãnh đạo trực tiếp bởi chính chức danh Giáo hoàng như là ở cuộc Thập tự chinh đầu tiên để tránh những sai lầm của cuộc Thập tự chinh lần thứ tư vốn đã bị lợi dụng bởi người Venezia. Giáo hoàng Innocent lên kế hoạch để quân Thập tự chinh tập trung tại Brindisi trong năm 1216, và với người với người Hồi giáo bị cấm để đảm bảo rằng quân Thập tự chinh có đủ tàu và vũ khí. Mỗi thập tự quân sẽ nhận được một Ân xá, bao gồm cả những người chỉ đơn giản là giúp chi trả các chi phí của cuộc thập tự chinh bất chấp việc bản thân họ lại ngồi nhà.

## Hungary và Đức
Oliver của Cologne đã rao giảng về một cuộc thánh chiến tại Đức, và Hoàng đế Friedrich II đã cố gắng tham gia vào năm 1215. Friedrich II là vị vua cuối cùng mà Innocent muốn tham gia bởi vì ông này đã thách thức Chức vị của Giáo hoàng. Tuy nhiên Giáo hoàng Innocent đã qua đời vào năm 1216. Ông đã được kế tục bởi Đức Giáo hoàng Hônôriô III, người đã cấm Friedrich tham gia và đội quân thập tự chinh được tổ chức bởi Andrew II, vua của Hungary và công tước Leopold VI của Áo. Andrew có một đội quân Hoàng gia lớn nhất trong lịch sử của những cuộc thánh chiến (20.000 hiệp sĩ và 12.000 lính đồn trú trong các lâu đài).

## Chiến dịch

### Tại Jerusalem
Andrew và quân đội của ông ta đã lên tàu vào ngày 23 tháng 8 năm 1217 ở Spalato. Họ đổ bộ lên đảo Cyprus vào ngày 9 tháng 10 ngày từ đó họ đi thuyền đến Acre và được tham gia bởi John của Brienne, người đang cai trị Vương quốc Jerusalem, Hugh I của Cyprus và Hoàng tử Bohemund IV của Antioch tham gia chiến đấu chống lại Triều Ayyubid ở Syria.
Tại Jerusalem, các bức tường và công sự của thành phố đã bị phá hủy để ngăn chặn việc người Kitô giáo có thể bảo vệ thành phố nếu họ chiếm được nó. Người Hồi giáo đã chạy trốn khỏi thành phố vì sợ rằng sẽ lặp lại một cuộc tắm máu như ở cuộc Thập tự chinh đầu tiên năm 1099.
Quân đội gồm một số lượng đông đảo các kỵ binh chất lượng cao của vua Andrew đã đánh bại sultan Al-Adil I của Ai Cập tại Bethsaida trên Sông Jordan vào ngày 10 tháng 11 năm 1217. Lực lượng Hồi giáo rút lui vào pháo đài và thị trấn của họ. Các máy bắn đá đã không được chuyển đến trong thời gian này, do đó ông đã tấn công một cách không hiệu quả vào các pháo đài ở Lebanon và Núi Tabor. Sau đó Andrew đã dành thời gian để thu thập thánh tích.
Andrew và quân đội của ông quay về Hungary vào tháng 2 năm 1218 và Bohemund cùng với Hugh cũng trở về nhà.

### Liên minh với Vương quốc Hồi giáo Rum
Sau đó trong năm 1218 Oliver của Cologne đã đến với một đội quân Đức mới và Bá tước William I của Hà Lan cũng kéo đến với một đội quân hỗn hợp gồm các binh lính người Hà Lan, Flemish và Frisco. Leopold và John bàn bạc rằng họ nên tấn công Damietta ở Ai Cập. Để thực hiện cuộc tấn công này, họ đã liên minh với Kaykaus I, vua của người Thổ Seljuqk ở vùng Anatolia, họ sẽ tấn công vào lãnh thổ của Triều Ayyubids tại Syria trong một nỗ lực để quân Thập tự chinh được rảnh tay và không phải chiến đấu cùng một lúc trên hai mặt trận.

### Tại Ai Cập
Trong tháng 6 năm 1218 quân Thập tự chinh bắt đầu bao vây Damietta và bất chấp quốc vương Hồi giáo Al-Adil đã chuẩn bị kháng cự rất tốt, toà tháp bên ngoài thành phố đã bị chiếm vào ngày 25. Nhưng rồi họ cũng không thể chiếm được thành phố Damietta và trong tháng sau đó bệnh dịch bùng phát đã giết chết rất nhiều người trong số các Thập tự quân, bao gồm cả Robert của Courcon. Al-Adil cũng qua đời và được kế thừa bởi Al-Kamil. Trong khi đó, Honorius III gửi Pelagius của Albano dẫn đầu một đội quân thập tự chinh vào năm 1219. Al-Kamil đã cố gắng thương lượng hòa bình với quân Thập tự chinh. Ông muốn đánh đổi Damietta lấy Jerusalem, nhưng Pelagius đã không chấp nhận cuộc thương lượng này. Sau khi nghe tin Bá tước William I của Hà Lan rời khỏi đội ngũ quân thập tự chinh và khởi hành về nhà. Vào tháng 8 hoặc tháng 9, Francis of Assisi đến trại thập tự chinh và vượt sang để giảng đạo cho Al-Kamil. Trước đó, quân Thập tự chinh đã tiêu hao được lực lượng của quốc vương Hồi giáo và cuối cùng họ đã chiếm được bến cảng.
Ngay lập tức, Giáo hoàng và các giáo sĩ thế tục đã tranh nhau quyền kiểm soát thành phố, và John của Brienne tuyên bố nó cho mình vào năm 1220. Pelagius đã không chấp nhận điều này và John trở về Acre năm sau đó. Pelagius hy vọng Friedrich II sẽ đến với một đội quân mới, nhưng ông này đã không bao giờ, thay vào đó sau một năm không có hoạt động quân sự nào ở cả Syria và Ai Cập, John của Brienne đã quay trở lại và quân Thập tự chinh lại tiếp tục hành quân về phía nam, hướng về Cairo vào tháng 7 năm 1221. Cuộc hành quân này đã bị quan sát bởi lực lượng của Al-Kamil và các cuộc tấn công thường xuyên vào cạnh sườn của quân Thập tự chinh đã dẫn đến việc 2000 lính Đức đã từ chối tiếp tục tiến về phía trước và rút về Damietta.
Thế là vào lúc này Al-Kamil đã có đồng minh là nhà Ayyubid khác ở Syria, người đã đánh bại Kaykaus I. Quân Thập tự chinh hành quân đến Cairo đã bị gặp phải thảm họa, dòng sông Nil bị ngập nước ở phía trước và chặn đứng bước tiến quân của quân thập tự chinh. Một con kênh cạn nước mà quân Thập tự chinh đã vượt qua trước đó lúc này lại bị ngập lụt, do đó đã ngăn chặn mất đường rút lui của quân thập tự chinh. Với việc nguồn cung cấp hậu cần bị cạn kiệt, họ đã bị buộc phải bắt đầu rút lui, đỉnh điểm là cuộc tấn công vào ban đêm của Al-Kamil đã làm cho một số lượng lớn quân thập tự chinh bị tổn thất và cuối cùng quân đội dưới sự thống lĩnh của Pelagius đã phải đầu hàng.

## Hậu quả
Điều kiện đầu hàng có nghĩa là phải trả lại thành phố cảng Damietta cho Al-Kamil để đổi lấy việc phóng thích quân Thập tự chinh. Al-Kamil đã đồng ý ký một thỏa thuận hòa bình tám năm với người châu Âu và trả lại một phần của cây Thành giá thiêng liêng. Tuy nhiên, không bao giờ Al-Kamil giao trả cây thập tự này vì trên thực tế ông ta không có nó.